# Sovereign Islands
Sovereign Islands är öar i Australien. De ligger i delstaten Queensland, omkring 58 kilometer sydost om delstatshuvudstaden Brisbane. Arean är 1,1 kvadratkilometer. Den sträcker sig 1,8 kilometer i nord-sydlig riktning, och 1,0 kilometer i öst-västlig riktning. Genomsnittlig årsnederbörd är 1 424 millimeter. Den regnigaste månaden är januari, med i genomsnitt 275 mm nederbörd, och den torraste är oktober, med 21 mm nederbörd.